# Carl Boos

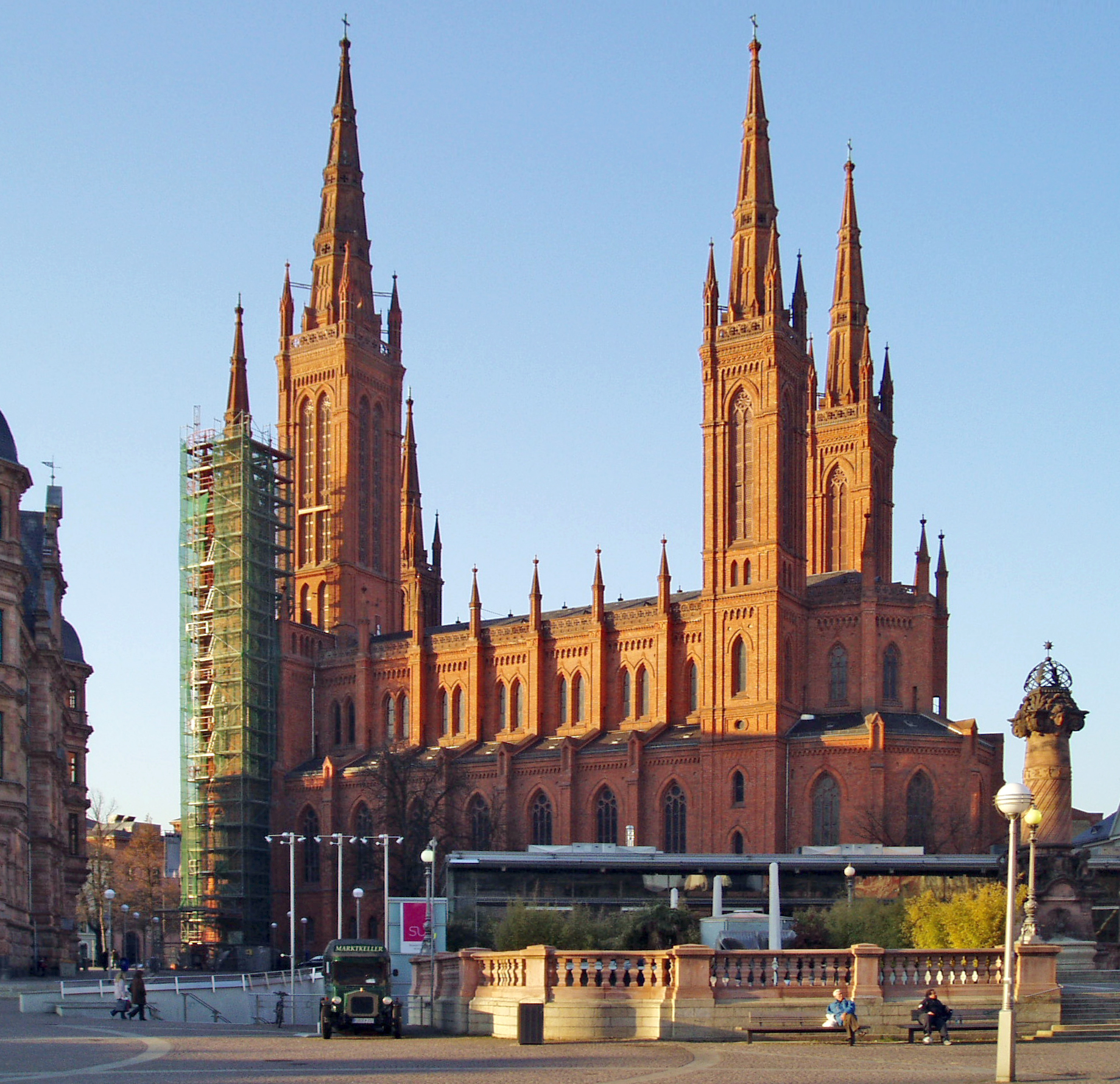
La neogotica Marktkirche di Wiesbaden, con le sue cinque torri.

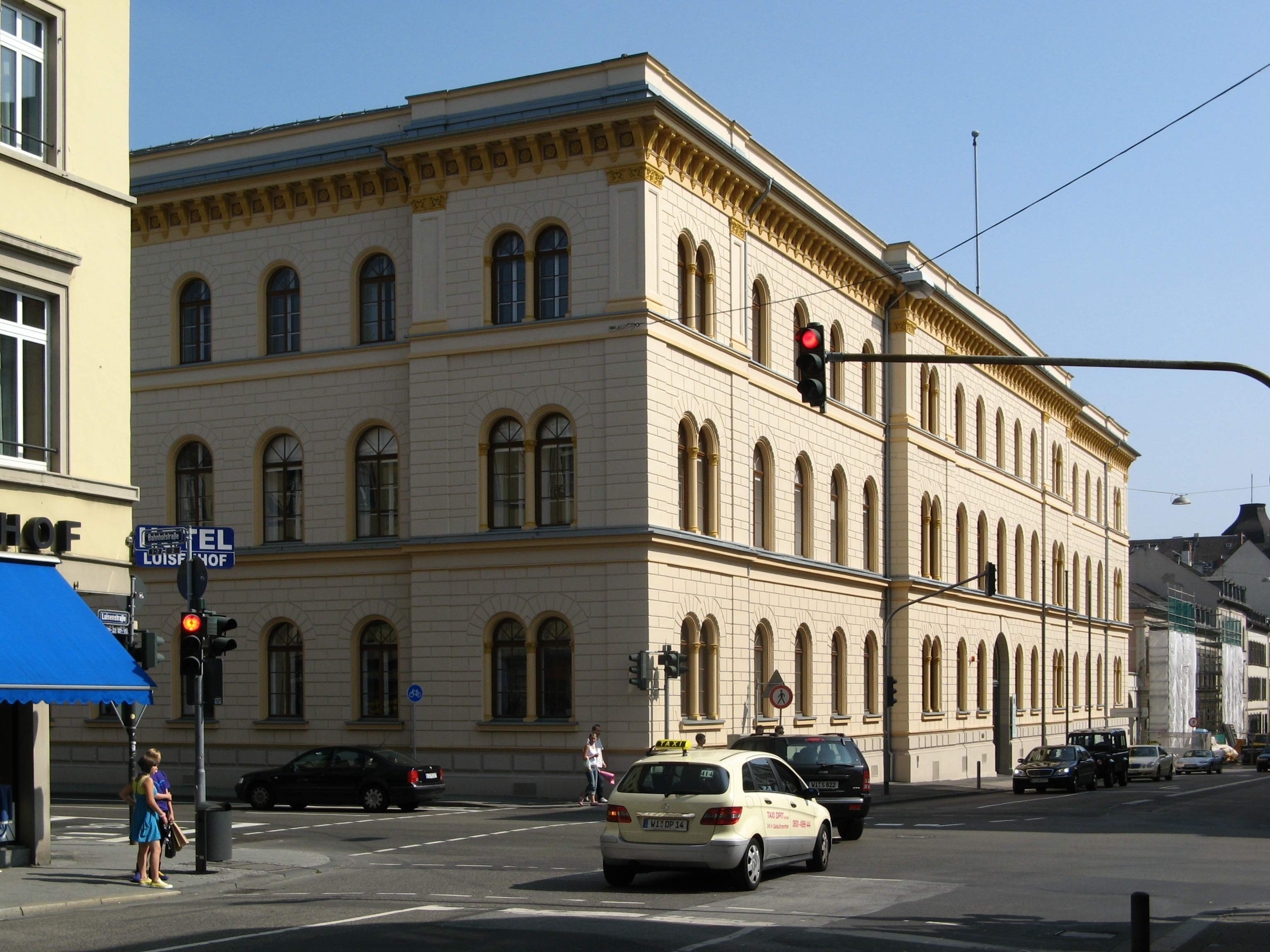
Edificio ministeriale a Wiesbaden.

Georg Christian Carl Boos (Weilburg, 8 settembre 1806 – Wiesbaden, 18 luglio 1883) è stato un architetto tedesco.

## Vita e opere
Boos nacque nel 1806, figlio del contabile del Nassau Johann Andreas Boos. Frequentò il Phillipinum, il ginnasio cittadino, per proseguire gli studi a Karlsruhe, presso Friedrich Weinbrenner, architetto di corte del Granducato di Baden. Dal 1826 studia a Friburgo in Brisgovia statica, meccanica, chimica, mineralogia e geologia e nel 1829 si iscrive all'Università Ruprecht Karl ad Heidelberg.
Nel 1835 entra al servizio del ducato di Nassau, trasferendosi nello stesso anno a Wiesbaden, dove vivrà fino alla morte. Tre anni più tardi, nel 1838, presenta un progetto per un Edificio Ministeriale in Luisenstraße. Originariamente utilizzato come sede delle istituzioni governative del Nassau, l'edificio - realizzato secondo canoni neorinascimentali - ospita oggi il Ministero della Giustizia del Land dell'Assia. 
Nel 1842 fu nominato architetto dal duca Adolfo di Lussemburgo, all'epoca anche duca di Nassau.
Tra il 1850 ed il 1857 Carl Boos curò per conto del Arciduca Sfefano d'Austria il rinnovamento in chiave neogotica dello Schloss Schaumburg, situato in Balduinstein, in prossimità del fiume Lahn. 
Nel 1856 Boos venne nominato architetto capo. In questo periodo redige un piano residenziale generale di Wiesbaden. Questo prevedeva a nord (Nerotal) e ad est (Villengebiet Ost) lo sviluppo libero di costruzioni, mentre ad est e a sud uno sviluppo secondo schemi più rigidi, come nel caso dell'Historisches Fünfeck (Pentagono storico) e della Ringstraße.
Tra il 1852 ed il 1862 cura la costruzione dell'evangelica Marktkirche, tardo esempio di Gotico baltico, che, nonostante il suo imponente volume, grazie alla sua struttura slanciata si adatta perfettamente all'insieme architettonico della Schloßplatz, nel pieno cuore della città. La chiesa è anche conosciuta come la Nassauische Dom (La cattedrale del Nassau), enfatizzando così la situazione di concorrenza intercorrente all'epoca con la vicina città cattolica di Magonza. La Marktkirche, con i suoi 98 metri di altezza, è ancor oggi l'edificio più elevato della città.
Al 1859 risale la progettazione della tomba monumentale della duchessa Paolina, eretta nel cimitero vicino alla Platter Straße e restaurata nel 2007. 
Quando nel 1866 Nassau fu annesso alla Prussia, venne consigliato a Boos di ritirarsi a vita privata: si ritirerà dalla professione due anni più tardi, dopo aver esser stato insignito della medaglia dell'Ordine dell'Aquila Rossa. 
Carl Boos morì nel 1883 dopo lunga malattia e fu sepolto anch'egli nel cimitero di Wiesbaden presso Platter Straße.